# Biserica „Sfinții Voievozi” Raci
Biserica „Sfinții Voievozi” Raci este localizată în satul Condeiești din comuna Negomir, județul Gorj, România. Are o vechime de peste 120 de ani.

## Istoric

### Biserica veche din lemn
Până în anul 1912, a existat o altă biserică cu același nume, construită din lemn. Biserica veche nu avea pisanie, însă, în anul 1883, se știa că „e făcută din vechime”, trecând de 300 de ani.
Nu cunoaștem preoții care au slujit la biserică până în anul 1832. Primul preot atestat documentar, în actele de stare civilă, apare sub numele de părintele Vasile Tudorescu. Acesta a oficiat în anul 1832 nouă căsătorii, iar în anul 1837 a botezat opt copii (patru băieți și patru fete). În anul 1840, oficierea cultului divin era făcută de preoții Nicolae și Vasile.
Unul dintre preoții cu activitate îndelungată a fost părintele Gheorghe N. Popescu, care a slujit la biserică peste 40 de ani. Acesta a fost hirotonit preot la biserica din Raci, în data de 10 septembrie 1850. După cum arată registrele de stare civilă, serviciul divin era săvârșit și de un al doilea preot, Gheorghe Alexie, care, în 1864, a botezat 37 de copii.
Biserica nu dispunea de pământ, fiind întreținută de enoriași. În anul 1873, conform documentelor de arhivă, în parohia Raci, erau 165 de enoriași, iar în 10 ani numărul lor ajungând la 202. Pentru armata română ce lupta pentru independența de stat a României, preotul Gheorghe Popescu, cu enoriașii săi, a dat un berbec, ca ofrandă.
În ultimele două decenii ale secolului al XIX-lea, biserica și slujitorii ei se confruntau cu mari probleme, în bugetul comunei fiind alocate sume mici pentru întreținerea bisericii. Astfel, cântăreții bisericii, Ion N. Popescu și Gheorghe Deatcu, erau plătiți, în anul 1876, cu 30 lei lunar fiecare. În anul 1885, cântărețul bisericii era Panaiche Alexie, iar paraclisier Gheorghe I. Deatcu, care erau plătiți cu 10 lei pe lună. Salariul preotului Gheorghe Nicolae Popescu era de 20 de lei. Lipsa fondurilor a făcut ca biserica să se confrunte cu mari greutăți.

În anul 1894, acoperișul bisericii „Sfinții Voievozi” din Raci era:
„în stare de ruină. Singura avere a bisericii o constituiau cărțile valoroase de cult: două Evanghelii tipărite în anul 1844, două Liturghiere, unul din 1831, două Octoihe (unul din 1830, al doilea din 1854), 12 Minee din 1862, un Apostol din 1889, două Psaltiri, una din 1848, o Cazanie din 1858, două Tedeumuri din 1879, o Panahidă din 1856.”
După încheierea activității preotului Gheorghe N. Popescu și până la venirea preotului Toma Bălan, la biserica „Sfinții Voievozi” au slujit preoții Alexandru Popescu, lon Berculescu și Dumitru Muraret. La 3 mai 1901, preotul lon Berculescu și cantorii Gheorghe Deatcu și Panaiche Alexie se arătau mâhniți de faptul că banii din bugetul local nu s-au dat din anul 1896, locuitorii cu greu putând întreține biserica și pe slujitorii ei.
În anul 1910, la biserica „Sfinții Voievozi”, slujea preotul paroh Dumitru Murareț, ajutat de cantorii Panaiche Alexie și Grigore Brînzan, absolvent al școlii de cântăreți din Târgu Jiu. Epitropii bisericii erau Ion V. Urdăreanu și Dumitru M. Țogoe.
La 15 februarie 1912, a avut loc instalarea oficială a preotului Toma Bălan, în prezența epitropilor Ion Urdăreanu, Dumitru Țogoe și Constantin Alexianu, a preotului Dumitru Murareț și a primarului Constantin Răceanu. După cum ne precizează procesul-verbal, încheiat între cei doi preoți, în prezența protoiereului județului, biserica nouă era pictată, iar cea veche era închisă serviciului divin, găsindu-se într-o stare jalnică. „Lipsită de orice împrejmuire, înghesuită în 13 m², cu acoperișul distrus, ploaia distrugând ce a mai fost bun acolo”, biserica veche, după câteva sute de ani de existență, devenise improprie serviciului divin, încetându-și existența.

### Construcția bisericii noi

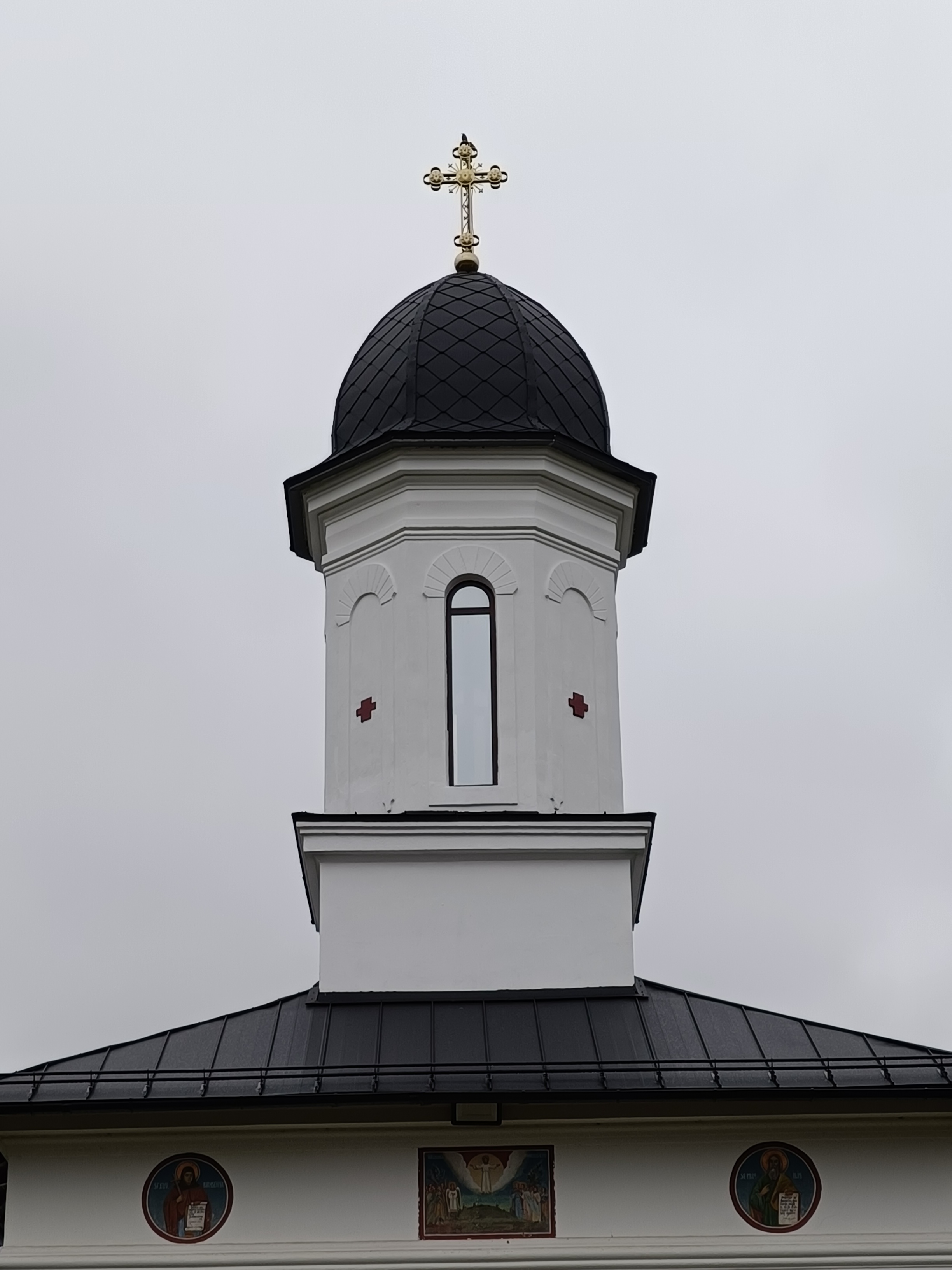
Turla bisericii

Actuala biserică s-a ridicat între anii 1893 și 1912. Constatând starea de religiozitate a sătenilor și având în vedere ruinarea vechii biserici din lemn, preotul Mihai Păunescu, epitropii bisericii, Maria Popescu și Răducan Scurtu, alături de primarul localității, Vasile C. Răceanu, vor lansa comunității, în anul 1893, un mare proiect: construirea unei biserici de zid în satul Raci (în ziua de astăzi aparține satului Condeiești).
Comitetul de conducere a lucrării a fost format din primarul Comunei Raci, Vasile C. Răceanu, Constantin Alexianu, Panaiche Alexie și Dumitru P. Vasile. În anul 1894, lucrările abia au început cu plata pentru facerea cărămizii. Dintr-o informare a comitetului de realizare a lucrării, aflăm că, în anul 1894, erau restanțe la plata muncitorilor care făceau cărămida (400 de lei), membrii comitetului suportând din banii lor achitarea sumei.
Protopopul Ștefan Nicolaescu era foarte îngrijorat de derularea lucrării, în 26 iulie 1895, solicitând lămuriri primarului comunei: dacă locuitorii din Raci s-au pregătit de tot materialul pentru construirea noii biserici și dacă respectă angajamentul făcut către Episcopia Râmnicului.
Lucrările au durat aproape două decenii. Piatra fost adusă cu carele care aveau roțile fără șine, însoțite de o echipă de meseriași rudari din Ursoaia (sat aflat în apropiere, pe aceeași vale, aparținând pe atunci vechii comune Negomir. Noua Comună Negomir va include ambele sate), care, atunci, când ceda vreo roată, o înlocuiau și caravana își continua drumul. Cioplirea pietrei a fost făcută de meșteri italieni (în mentalul colectiv se vorbește de un anume Dominic, care ar fi lucrat la fasonarea pietrei), iar construcția fost ridicată de meșteri din Serbia. Unul dintre meșterii care au lucrat la biserică, Serafim, se va stabili în localitate.
Cărămida a fost făcută în 12 cuptoare, fiecare a câte 10 000 de cărămizi. Pentru arderea ei, s-a folosit numai lemn uscat de ceroi. Când a început zidirea, primarul localității a apelat și la primarii comunelor vecine, pentru a solicita brațe de muncă. Cărămida a fost transportată manual de câteva sute de oameni care au fost așezați în șir indian, pe o distanță de 1 km, de la podul Bibăniței, unde s-a făcut și s-a ars întreaga cărămidă. Pictura a fost realizată de un pictor ardelean, loan Lupea.
Biserica cea nouă era în stadiul de zugrăvire, când, pe data de 15 februarie 1912, părintele Toma Bălan devin preot paroh. La sosirea sa, biserica era în stadiul de finalizare a picturii, preotul ocupându-se de împodobirea și sfințirea lăcașului.
După 19 ani, biserica a fost sfințită la 20 mai 1912, de către Înalt Preasfințitul Ghenadie Georgescu, Episcopul Râmnicului, preot paroh fiind Toma Bălan.

### Perioada Interbelică, Postinterbelică și Comunistă

Biserica în anii 1960

Biserica nouă a beneficiat în primii ani de la sfințire de donațiile unor enoriași plini de pioșenie.
La 28 februarie 1914, preotul Toma Bălan înainta o adresă protoieriei Târgu Jiu, prin care propunea să se aducă în revista „Biserica Ortodoxă Română” mulțumiri lui Ion Costescu din Gârbovu, care a donat sfântului locaș un rând nou de veșminte în valoare de 200 de lei și domnilor Grigore I. Popescu și lon C. Lupu care, de asemenea, au dăruit aceleiași biserici un rând de vase sfinte complet aurite.
În timpul ocupației Puterilor Centrale (1916-1918), biserica a avut de suferit, luându-i-se mai multe obiecte și fiind devastată biblioteca. În timpul Primului Război Mondial, când armatele de ocupație austro-ungare ridicau clopotele de la biserici, preotul Toma Bălan, împreună cu sătenii, a îngropat toate clopotele bisericilor din parohie, adică de la biserica din Raci, biserica din Artanu și de la clopotnița cimitirului Baniu. Fiind forțat de ocupanți, preotul, după ce i se făgăduiește că i se va lăsa clopotul de la biserica „Sfinții Voievozi” din Raci, le dezgroapă și le cedează ocupanților în afara celui de la Raci pe care l-a montat din nou în turla bisericii.

Biserica în anii 1960

După transferul preotului Toma Bălan, în 1922, își începe activitatea preotul Răceanu Gheorghe, care funcționează până în anul 1946, când se mută la biserica „Sfântul Ioan Botezătorul” din Artanu. Acestuia i-a urmat preotul paroh Constantin Gh. Răceanu, care a avut o lungă și rodnică activitate. Din contribuția enoriașilor și din donațiile primite de la Ministerul Cultelor și Mitropolia Olteniei, preotul Constantin Răceanu a făcut, în anul 1964, reparații la acoperiș. Lucrări mai ample de restaurație au fost făcute în anul 1985 (intervenții la soclu, tencuială, tâmplărie și pictură). Pictura a fost realizată de Ion Bîrsan, colaboratorul pictorului craiovean Ștefan Călopăreanu, care a contractat lucrarea.

### Perioada Postcomunist

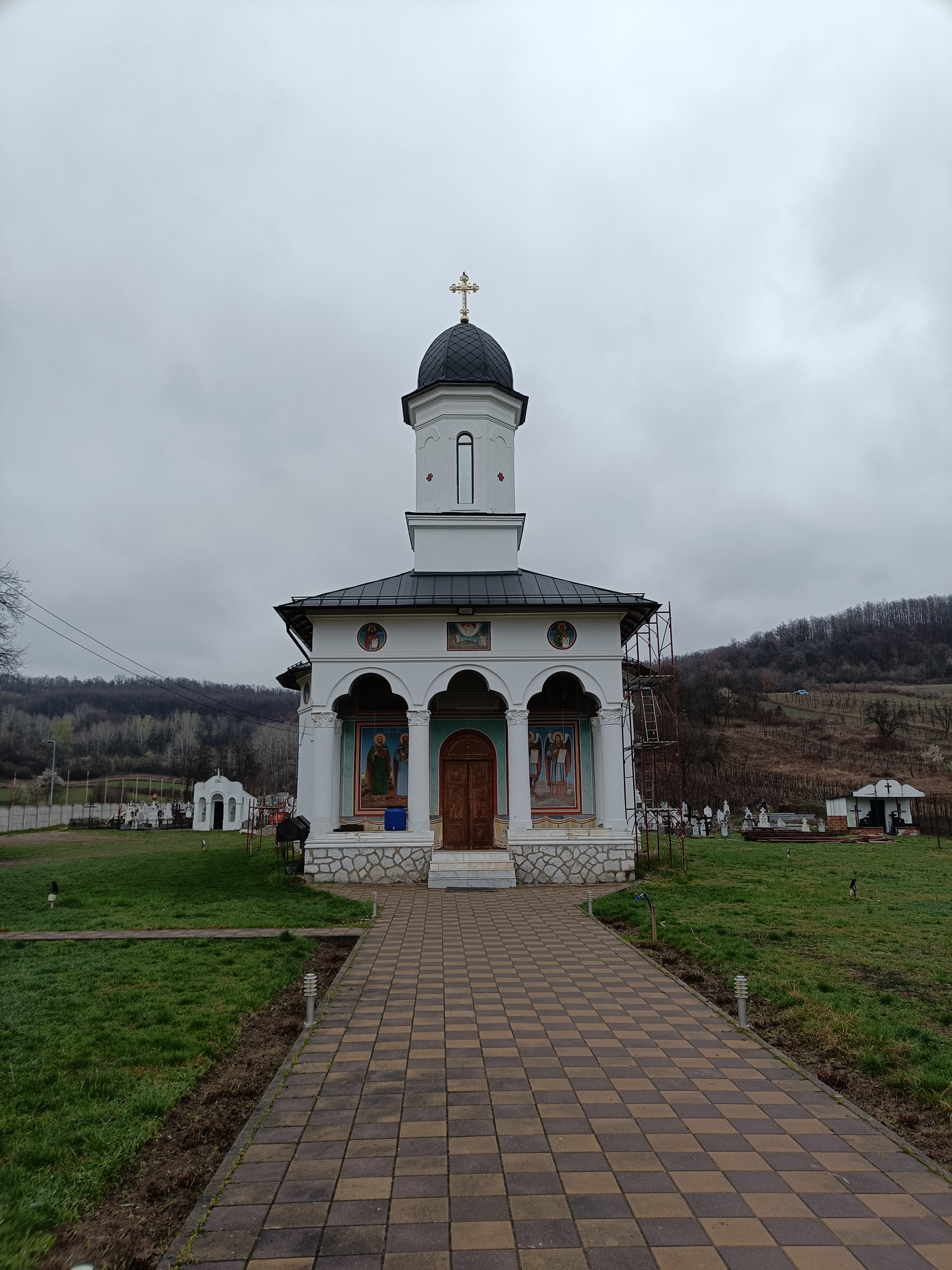
Biserica văzută din față

În perioada 1995-2000, serviciul divin a fost săvârșit de preotul lon Doman. După un interimat (septembrie 2000-aprilie 2001) asigurat de preotul din Borăscu, Nicolae Văcaru, începe pastoralul preotului Dumitrașcu-Cosmin Bălan. Ca urmare a sprijinului dat instituțiilor de cultură de consiliul local și primarul localității, Ion Gruescu, la biserica din satul Raci, sub păstoria sa (2001-2009), s-au realizat lucrări importante: renovarea acoperișului, pardosirea bisericii cu marmură albă, aplicarea brâului din frescă pe partea inferioară a pereților, în interiorul acesteia, înlocuirea mobilierului cu mobilier din stejar și frasin, comandat la Piatra Neamț, ridicarea, în fața lăcașului, a monumentului dedicat eroilor comunei, amenajarea cimitirului eroilor neamului, construcția casei parohiale, înlocuirea ferestrelor și ușilor, construirea capelei din satul Baniu, împrejmuirea, spre drumul județean, cu gard de fier.
La renovarea bisericii „Sfinții Voievozi” și-au adus contribuția financiară doi ctitori îndrăgostiți de meleagul natal, iubitori de frumos și de Dumnezeu: Sabin Stamatescu și Ion Scurtu. Sabin Stamatescu a donat bisericii contravaloarea a jumătate din tabla de pe acoperiș, iar Ion Scurtu a cumpărat ușile sculptate din lemn de la intrare și din Sfântul Altar. Între enoriașii care s-au implicat în renovarea bisericii, amintim pe Gheorghe Găman și, fiul său, Petre Găman, din Valea Casei (cătun din satul Artanu), care au ajutat la refacerea candelabrelor și a instalației electrice. După afirmațiile preotului Bălan, în timpul pastoratului său, biserica din Raci a avut un sprijin deplin din partea primarului localității, Ion Gruescu, viceprimarului, Constantin Vicol și a profesorilor Constantin Scurtu și Ion Luican.

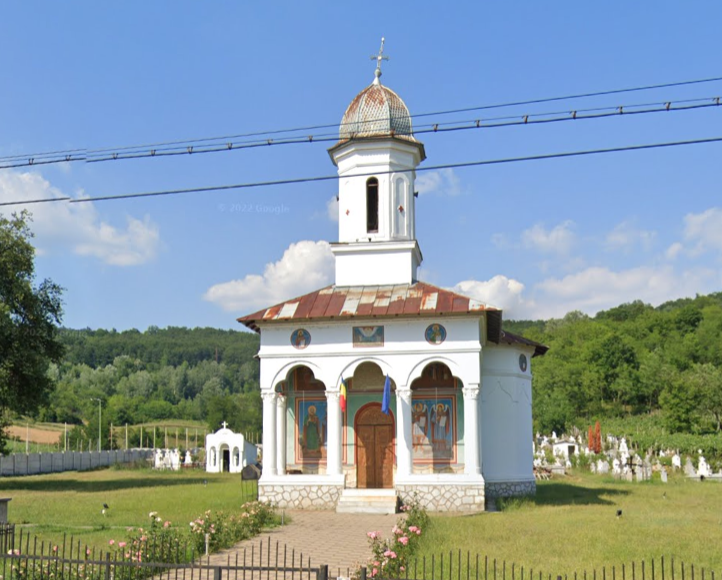
Biserica înainte de refacerea acoperișului (2024-2025)

După transferarea preotului Bălan la biserica „Sfântul Mucenic Nestor” din Motru (octombrie 2009), preot paroh a fost numit Ionuț-Cristian Salavat (Pr. Ioan). Preot tânăr, din satul Paltinu, cunoscând bine realitățile și oamenii locului, părintele Ionuț-Cristian Salavat a menținut și a optimizat relațiile bune cu autoritățile publice locale, reușind să obțină de la primărie noi alocații bugetare pentru biserică. Dintre cele mai importante lucrări făcute la sfântul locaș menționăm: refacerea picturii (anul 2012), pardosirea altarului cu granit (2012), montarea centralei termice (2011), lucrări exterioare (aleea, fântâna din curta lăcașului). De asemenea a pus vitralii la ferestre (2021), a construit o clopotnișă bisericii (2023) și a refăcut acoperișul (2024-2025).
Pe data de 20 mai 2012 a avut loc resfințirea bisericii de către Înalt Preasfințitul Părintele nostru Irineu, Arhiepiscopul Craiovei și Mitropolitul Olteniei.

## Descrierea bisericii„Sfinții Voievozi”

### Exteriorul și tinda
Din punct de vedere arhitectural, biserica „Sfinții Voievozi Mihail și Gavriil” se încadrează în stilul bizantin, având formă de cruce. Este construită pe temelie de piatră cioplită, cu zid gros de cărămidă, acoperită cu tablă, jumătate din aceasta care s-a folosit pentru acoperișul bisericii provenea de la preotul Constantin Răceanu, care a achiziționat-o înainte de 1995, dorind să acopere biserica. La exterior, în partea superioară, începând din față spre dreapta, sunt pictați, în engolpion: Sfânta Paraschiva, Înălțarea Domnului, Sfântul Prooroc Ilie, Regele Solomon, Sfinții Prooroci Avacum, Zaharia, Daniil, Iona, Iezechiil, Ghideon Biruitorul, Sfântul Sofronie, Sfântul Prooroc Isaia, Regele David. În dreptul Sfântului Altar, în spate, este pictată, în engolpion, Sfânta Fecioara Maria.
Tinda bisericii este sprijinită pe patru coloane, cu capiteliu, îmbinând stilul corintic cu cel ionic. Pictura este murală. Pe peretele din stânga, spre nord, se găsesc pictați Sfinții Apostoli Petru și Pavel, iar în dreapta ușii de la intrare sunt Sfinții Arhangheli Mihail și Gavriil. Deasupra pisaniei, în stânga, este pictura Duminica Femeii Samarinence, iar în dreapta, Duminica Orbului. Peretele dinspre sud înfățișează Căderea lui Adam și a Evei în păcat, iar cel dinspre nord Izgonirea din Rai. Pe tavan, de la stânga la dreapta, în engolpioane, sunt pictați Sfântul Prooroc David, Iisus Hristos Emanuil și Sfântul Prooroc Solomon.
Ușa este sculptată în lemn de stejar (realizată la Piatra Neamț, în anul 2003, donație făcută de Ion D. Scurtu), pe ușa din stânga este sculptat Sfântul Mare Mucenic Dimitrie, iar pe cea din dreapta Mântuitorul.

### Pronaos

Biserica în interior

Pronaosul este precedat de un antreu unde se găsește scara ce urcă la turlă și la cafas. Pe perete este pictat Mitropolitul Olteniei, Î.P.S. Nestor Vornicescu. Trecerea în pronaos se face printre două coloane. Deasupra de cafas, în engolpion, sunt pictați, de la sud spre nord, Sfânta Martiră Lucia și Sfântul Nectarie. Pe boltă este pictată Prea Sfânta Treime cu heruvimii. Pe zid, pe peretele dinspre sud, sunt pictate Sfânta Mucenică Varvara și Sfânta Mucenică Ecaterina, iar pe peretele dinspre nord sunt reprezentate Sfânta Mucenică Marina și Sfânta Mucenică Filofteia. În partea superioară a pronaosului, este un brâu tricolor. Pe peretele dintre naos și pronaos, partea dinspre pronaos este pictată Sfânta Cuvioasă Pelaghia și Sfânta Cuvioasă Paraschiva (în engolpion).

### Naosul
Deasupra scaunului împărătesc, se găsește pictat Domnul Nostru Iisus Hristos Marele Arhiereu, iar deasupra scaunului domnesc, Sfântul Prooroc David. Pe arcada ce desparte naosul de pronaos, spre naos, în engolpioane, sunt pictați Sfântul Mucenic Ioan cel Nou de la Suceava, Sfântul Mucenic Orest și Sfântul Mucenic Prov. Pe bolta naosului, asemenea bisericilor de stil bizantin, se găsește Iisus Hristos Pantocrator, înconjurat de îngeri și Cei Patru Evangheliști. Absida din partea stângă reprezintă Învierea Domnului, în stânga acesteia fiind pictați Sfinții Mucenici Victor și Mercurie, iar în dreapta, Sfinții Mucenici Nestor și Dimitrie. Absida din dreapta reprezintă Nașterea Domnului, în stânga ei, fiind pictați Sfântul Mare Mucenic Teodor Tiron și Sfântul Mare Mucenic Gheorghe, iar în dreapta, Sfântul Pantelimon și Sfântul Mina Egipteanul. Spre altar, sunt icoanele împărătești, de la dreapta spre stânga fiind Sfinții Arhangheli Mihail și Gavriil, Mântuitorul, Maica Domnului cu Pruncul și Sfântul Ioan Botezătorul. Sub icoanele împărătești, de la dreapta spre stânga, sunt picturile: Izgonirea din Rai, Iisus umblând pe mare, fuga în Egipt, Jertfa lui Cain și Abel. Ușile împărătești sunt sculptate în lemn, pe ele fiind pictată Buna Vestire.
Iconostasul (catapeteasma) este de tip clasic (Sfânta Cruce, Cei 12 Apostoli, Sfinții Prooroci, Praznicele Împărătești, icoana Maicii Domnului, Iisus Hristos Marele Arhiereu).

### Altarul
Peretele spre naos, de la sud spre nord, îi reprezintă pe Sfântul Prooroc Aaron, Jertfa lui Avraam, Sfântul Prooroc Moise. Sub acestea, în engolopion, Sfântul Arhidiacon Rofin, Sfântul Arhanghel Mihail, Sfântul Arhidiacon Parmena. De o parte și de alta a Ușilor Împărătești, sunt pictați Sfântul Arhidiacon Ștefan și Sfântul Arhidiacon Lavrentie. Pe peretele dinspre sud, pe semicerc, sunt reprezentați Sfântul Ierarh Epifanie al Ciprului, Sfântul Ierarh Athanasie al Alexandriei, Sfântul Spiridon, Sfântul Ierarh Nicolae. Lângă fereastra Altarului, în mărime naturală, sunt pictați Sfântul Vasile cel Mare, Sfântul loan Gură de Aur și Sfântul Grigore Teologul. Deasupra proscomidiarului este pictat (în engolpion) Sfântul Martir Haralambie. Pe bolta Altarului sunt: Maica Domnului Oranta, Sfinții Arhangheli Mihail și Gavriil, încadrați, în engolpiane, de Sfântul Prooroc Solomon și Sfântul Prooroc David. Sfânta Masă este din piatră turnată, iar Sfântul Altar este pardosit cu granit (din anul 2012). Stranele, scaunele arhieresc și al autorităților, precum și cele 40 de scaune pentru credincioși au fost montate în anul 2003, fiind sculptate în lemn de stejar.